# Asnières-sur-Seine
Asnières-sur-Seine is een stad en gemeente in het Franse departement Hauts-de-Seine (regio Île-de-France) en telde op 1 januari 2022 91.457 inwoners, die Asniérois worden genoemd. De plaats maakt deel uit van het arrondissement Nanterre en ligt op 8 km van het centrum van Parijs.

## Geschiedenis
Van Asnières werd het eerst melding gemaakt door Paus Adrianus IV op 11 juni 1158 in een bul getiteld Ecclesiam de Asneriis cum cimiterio (Kerk van Asnières, met begraafplaats). In de 18e eeuw kwam hier buitenverblijven van rijke Parijzenaars. Markies Marc-René de Paulmy de Voyer d’Argenson liet er het Château d'Asnières bouwen. Aan het begin van de 20e eeuw kwam er industrie in de gemeente, onder andere Citroën, Astra-Calvé en Chausson bouwden er fabrieken.

## Geografie
De oppervlakte van Asnières-sur-Seine bedroeg op 1 januari 2022 4,82 vierkante kilometer; de bevolkingsdichtheid was toen 18.974,5 inwoners per km². De gemeente ligt in een grote meander van de Seine.
De onderstaande kaart toont de ligging van Asnières-sur-Seine met de belangrijkste infrastructuur en aangrenzende gemeenten.

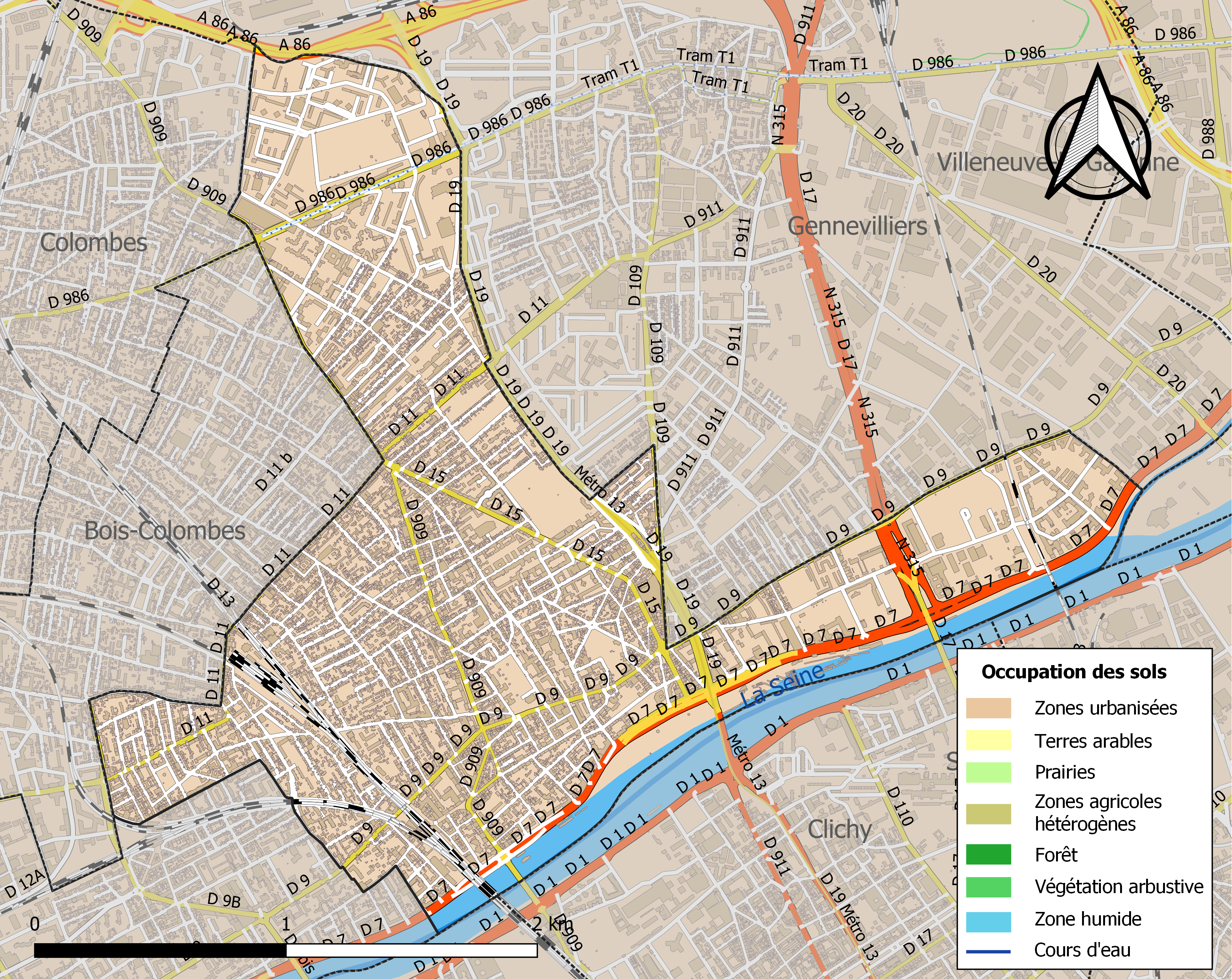

## Verkeer en vervoer
In de gemeente ligt het station Station Asnières-sur-Seine dat wordt aangedaan door de Transilien J en de Transilien L. Asnières-sur-Seine heeft voorts drie stations aan de noordwestelijke tak van metrolijn 13: Gabriel Péri, Les Agnettes en Les Courtilles.
Ook ligt voormalig spoorwegstation Carbonnets binnen de gemeente.

## Demografie
Onderstaande figuur toont het verloop van het inwonertal (bron: INSEE-tellingen).

## Afbeeldingen

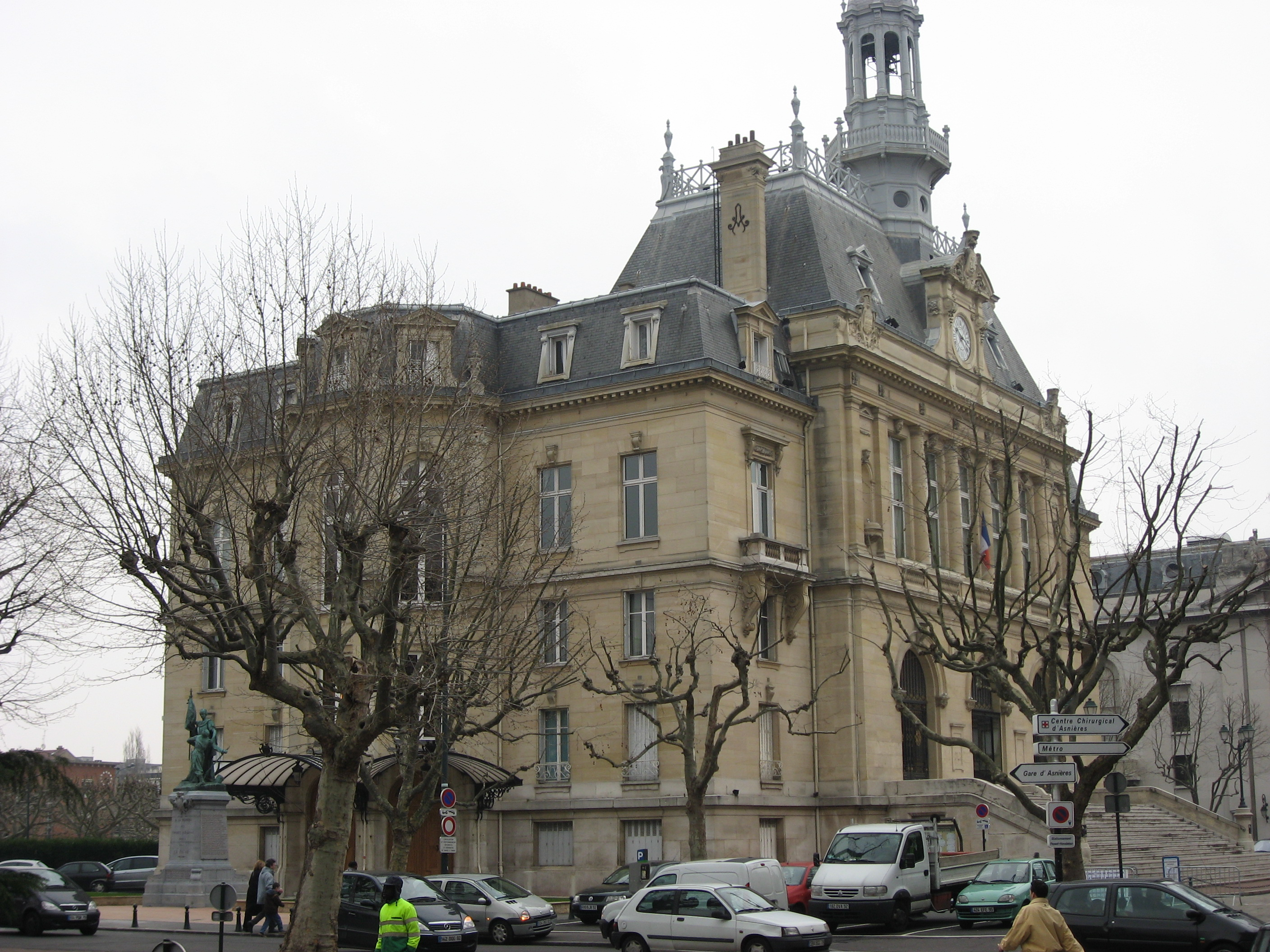
Gemeentehuis
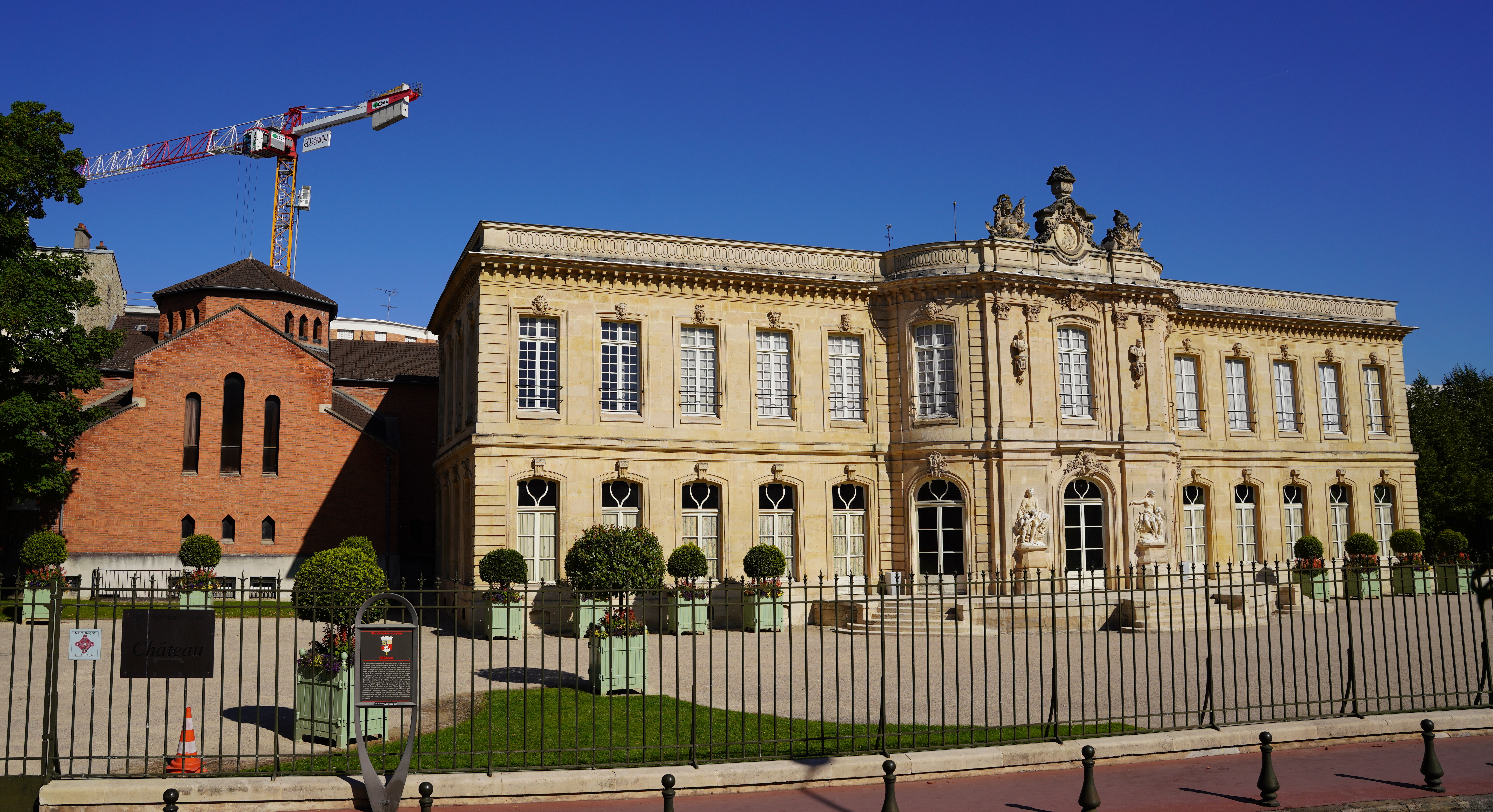
Château d'Asnières
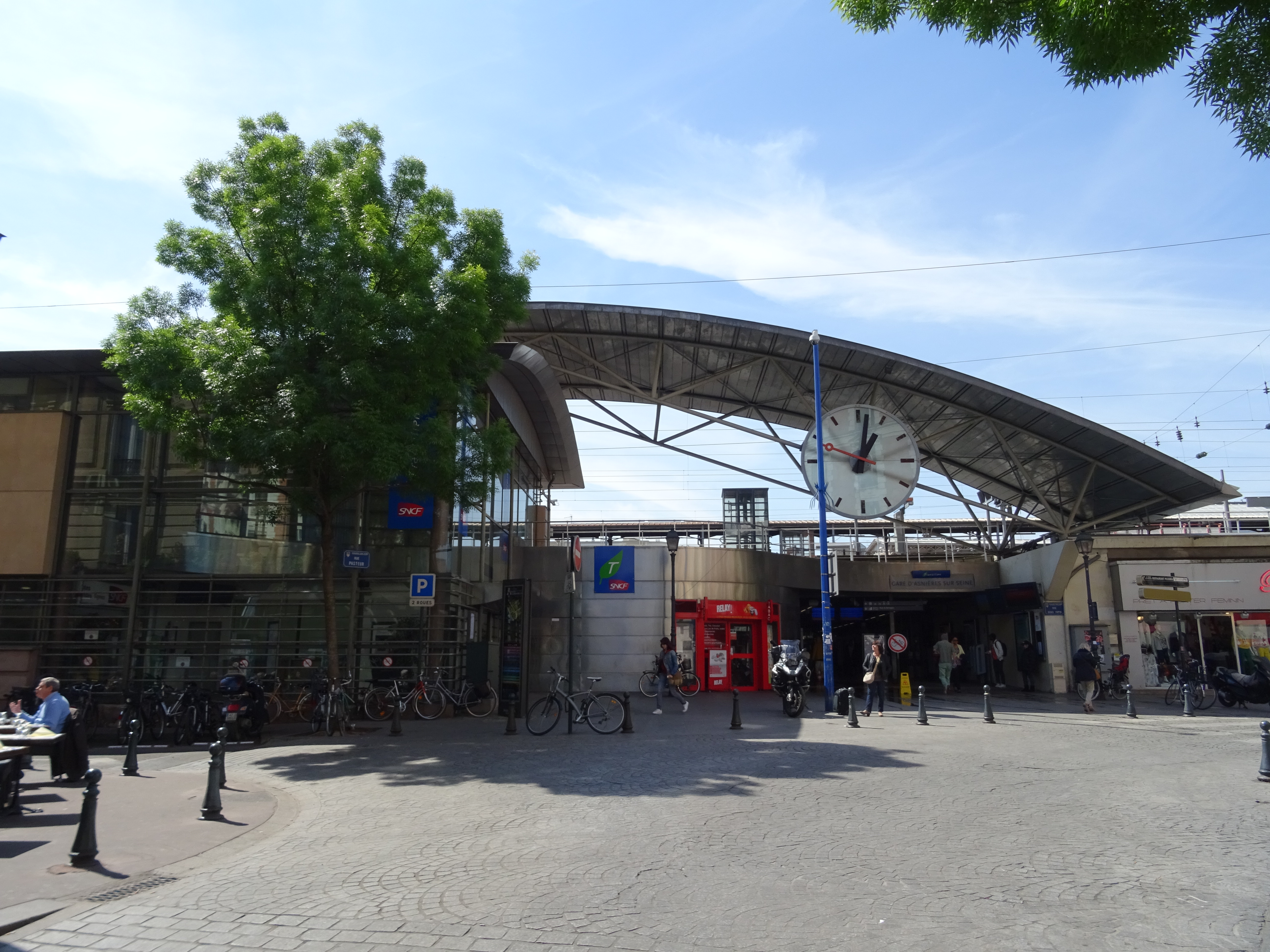
Station
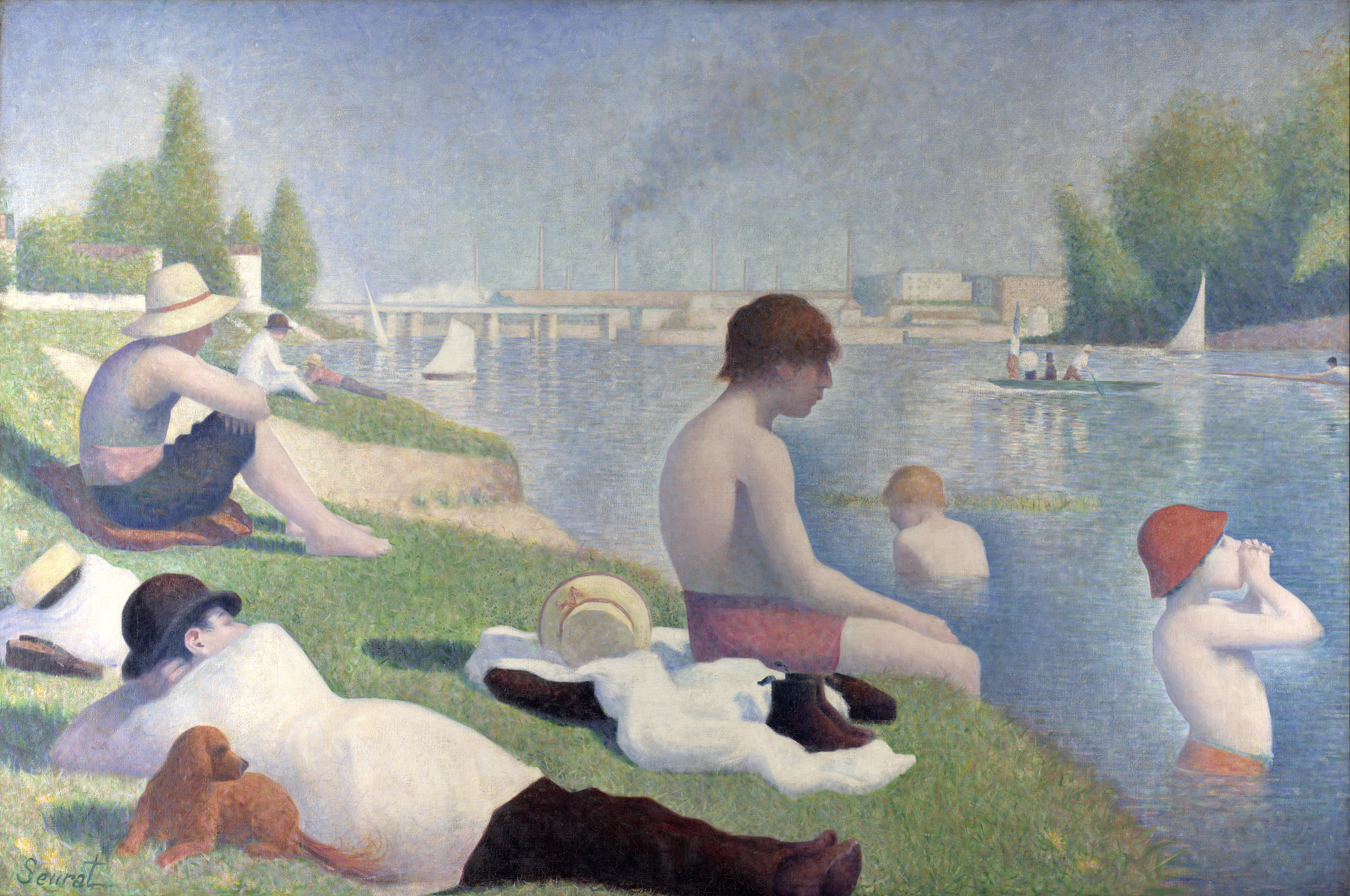
Une baignade à Asnières, door Georges Seurat, 1884

## Geboren
- Henri Barbusse (1873-1935), politicus en schrijver
- Yves Allégret (1905-1987), cineast
- Frédéric Gorny (1973), film- en tv-acteur
- William Gallas (1977), voetballer
- Axel Ngando (1993), voetballer
- Guévin Tormin (1997), voetballer
- Romain Faivre (1998), voetballer

## Overleden
- Gaspard de Prony (1755-1839), ingenieur
- Jean Henri Pape (1789-1875), Duits pianobouwer
- Louis Vuitton (1821-1892), tassenmaker
- Théophile Tilmant (1799-1878), violist en dirigent
- André Lalande (1867-1963), wetenschapsfilosoof
- Jean-Pierre Staelens (1945-1999), basketballer
- Aldo Ciccolini (1925-2015), pianist van Italiaanse afkomst